# روزالين كارتر
روزالين سميث كارتر (بالإنجليزية: Rosalynn Carter)‏ (ولدت 18 أغسطس 1927 - توفيت 19 نوفمبر 2023)، هي زوجة جيمي كارتر، الرئيس التاسع والثلاثون للولايات المتحدة الأمريكية في الفترة من 1977 إلى 1981م من الحزب الديمقراطي. كانت تشغل منصب نائبة في مجلس مركز كارتر في ولاية أتلانتا وهذا المركز يعمل على إفشاء السلام وحقوق الإنسان في العالم.
توفيت في 20 نوفمبر عن عمر ناهز السادسة والتسعين بعد إصابتها بالخرف لعدة أشهر.

## بداية حياتها
وُلدت إليانور روزالين سميث في الثامن عشر من أغسطس عام 1927 في بلدة بلاينز التابعة لولاية جورجيا، كانت الكبرى من بين أربعة أطفال للأب ويلبورن إدغر سميث وهو ميكانيكي سيارات وسائق حافلة ومزارع، والأم فرانسيس أليثيا «ألي» إم. سميث وهي مدرسة وخياطة وعاملة بريد. أشقاؤها وليام جيرولد سميث (جيري) وهو مهندس وموراي لي سميث وهو مدرس وكاهن. شقيقاتها ليليان أليثيا (سميث) وول والتي سميت باسم ليليان غوردي كارتر وهي وسيط عقاري. سُميت روزالين باسم جدتها الأم روزا وايز موراي.
عاشت عائلة كارتر في فقر رغم أنها زعمت لاحقًا أنها وأخوتها لم يكن على دراية، كانت المدارس والكنائس ضمن مركز مجتمع عائلتها وكان أهل بلاينز يعرفون بعضهم البعض وقد لعبت كارتر في صغرها مع الأولاد إذ لم يكن هناك فتيات في مثل سنها في الشارع الذي سكنت فيه، رسمت المباني وكانت مهتمة بالطائرات ما أدى إلى اعتقادها بأنها ستصبح يومًا ما مهندسة معمارية.
توفي والد روزالين عندما كانت في الثالثة عشر من عمرها جراء ابيضاض الدم وقد سمت فقدها لوالدها بانتهاء طفولتها إذ ساعدت أمها بعد ذلك في تربية شقيقيها الأصغر سنًا إلى جانب مساعدتها في صناعة الملابس من أجل الوفاء بالتزامات عائلتها المالية، ونسبت روزالين الفضل إلى والدتها في استقلالها. عملت بجد في المدرسة الثانوية في بلاينز لتحقق حلم والدها في دخولها الكلية فتخرجت كثاني أعلى خريجة من المدرسة، التحقت بعد ذلك بفترة قصيرة بجامعة جورجيا الجنوبية الغربية لتنسحب منها لاحقًا إذ كانت لديها تطلعات لترك بلاينز لكنها أُرغمت على ترك الكلية بسبب قلة المال والالتزامات الكثيرة تجاه أمها وأشقائها.

## الحياة الخاصة

### الزواج والعائلة
تعرفت عائلتاهما سابقًا عندما واعدت روزالين جيمي كارتر في عام 1945 وهو في زيارة لأكاديمية الولايات المتحدة البحرية في أنابولس إذ أُعجبت به بعد رؤية صورة له في زي أنابولس. وافقت روزالين على الزواج من جيمي في فبراير من عام 1946 عندما ذهبت إلى أنابولس مع والديه وقد حدد الاثنان موعد زواجهما في يوليو محافظين على سرية التحضيرات. استاءت روزالين من إخبار والدتها أنها اختارت الزواج بدلًا من إكمال تعليمها وفي السابع من يوليو من عام 1946 تزوج الثنائي في بلاينز ليلغي الزواج خطط روزالين في الالتحاق بكلية ولاية جورجيا للسيدات والتي كانت قد قررت أن تدرس التصميم الداخلي فيها.
كان للزوجين أربعة أطفال هم جون ويليام (جاك) وُلد عام 1947، وجيمس إيرل الثالث (تشيب) وُلد عام 1950، ودونيل جيفري (جيف) وُلد عام 1952، وإيمي لين التي وُلدت عام 1967. وُلد الأطفال الثلاثة الأوائل في مناطق مختلفة من البلاد بعيدًا عن جورجيا بسبب واجبات جيمي العسكرية والتي سمحت لروزالين بالتمتع باستقلالها فربت أطفالها بمفردها. واجهت علاقتهما أول أزمة حقيقية عندما عارضت استقالة جيمي للعودة إلى بلاينز عام 1953 بعد علمه بأن والده يموت.
في عام 1953 بعد أن ترك زوجها البحرية ساعدت روزالين في إدارة مزرعة العائلة للفول السوداني وتولت مسؤولية المحاسبة، في هذا الوقت وتوقًا لطفل آخر اكتشف آل كارتر أن روزالين تعاني من حالة مرضية تمنعها من إنجاب طفل آخر، والتي صُححت بعد 12 سنة عندما خضعت لعمل جراحي لإزالة ورم كبير من رحمها، وعندها أكدت طبيبة التوليد الخاصة بها أنه يمكن للزوجين أن يرزقا بطفل جديد لتولد ابنتهما إيمي بعد ذلك. أصبحت روزالين نشطة في الساحة السياسية منذ عام 1962 وهو العام الذي انتُخب فيه زوجها جيمي لعضوية مجلس شيوخ ولاية جورجيا.

## روابط خارجية
- روزالين كارتر على موقع IMDb (الإنجليزية)
- روزالين كارتر على موقع الموسوعة البريطانية (الإنجليزية)
- روزالين كارتر على موقع مونزينجر (الألمانية)
- روزالين كارتر على موقع إن إن دي بي (الإنجليزية)
- روزالين كارتر على موقع ديسكوغز (الإنجليزية)
- روزالين كارتر على موقع قاعدة بيانات الفيلم (الإنجليزية)
- روزالين كارتر على موقع كينوبويسك (الروسية)